# Tayassu pecari
Il pecari labiato (Tayassu pecari) è un taiassuide diffuso nell'America centrale e meridionale, dove colonizza gli habitat più disparati. È l'unica specie del genere Tayassu.
I pecari labiati vivono in grandi gruppi che vanno dai 50 ai 300 o più individui, anche se sembrano essere stati avvistati gruppi di 2000 esemplari.
Sono animali onnivori, nutrendosi prevalentemente di frutti, radici e vegetali: non disdegnano però di cibarsi di invertebrati, carogne e piccoli vertebrati.
Raramente i gruppi vengono attaccati, in quanto tutti i pecari partecipano alla difesa di un esemplare in pericolo: singoli esemplari possono cadere vittima dei puma, dei giaguari o di cacciatori.